# Estadio José Américo de Almeida Filho
El Estadio José Américo de Almeida Filho, popularmente conocido como Almeidão, es un estadio multipropósito ubicado en la ciudad de João Pessoa, en el estado de Paraíba en  Brasil. Posee una capacidad para 40 000 personas y es el estadio de los clubes Botafogo Futebol Clube y Auto Esporte Clube para sus juegos del Campeonato Paraibano.
El Almeidão es propiedad del gobierno del estado de Paraíba y lleva el nombre de José Américo de Almeida Filho, un exjugador y presidente del Botafogo.
El Estadio Almeidão fue inaugurado el 9 de marzo de 1975 con un partido entre el Botafogo de Río de Janeiro y el Botafogo de João Pessoa con triunfo del primero por 2-0.